# Salix (Iowa)
Salix é uma cidade localizada no estado americano de Iowa, no Condado de Woodbury.

## Demografia
Segundo o censo americano de 2000, a sua população era de 370 habitantes.
Em 2006, foi estimada uma população de 389, um aumento de 19 (5.1%).

## Geografia
De acordo com o United States Census Bureau tem uma área de
1,7 km², dos quais 1,7 km² cobertos por terra e 0,0 km² cobertos por água.

## Localidades na vizinhança
O diagrama seguinte representa as localidades num raio de 20 km ao redor de Salix.